# Marcel Rodriguez-Lopez
Marcellus Rodriguez-Lopez är en multi-instrumentalist, musiker och yngre bror till Omar Rodriguez-Lopez.

## Biografi
Marcel Rodriguez-Lopez har på sina olika skivinspelningar spelat bongotrummor, congas, trummor, cymbaler, maracas, keyboard och shekere.
Han spelar i The Mars Volta (TMV) och Omar Rodriguez-Lopez Quintet med sin äldre bror Omar Rodriguez-Lopez. Hans huvuduppgift i båda banden är som slagverkare; han spelade dock keyboard för Omar Rodriguez-Lopez Quintet innan Money Mark kom till bandet under touren 2005. Han spelar också trummor för El Paso-bandet Zechs Marquise. Han har också spelat i Thieves Of Always, lett av Ralph Jasso, som var med i TMV under turnén 2002.
Rodriguez-Lopez  har även spelat live med Red Hot Chili Peppers (RHCP) under TMV:s Amputechture tour, då han spelade bongotrummor på "Hump de Bump" och congas på "Charlie." Han har också uppträtt med RHCP under Gnarls Barkley-turnén, då han nästan spelade varje sång. För RHCP har han också spelat clavinet på låten Stadium Arcadium live.
Han är också skådespelare i broderns film The Sentimental Engine Slayer.

## Diskografi

### MedThe Mars Volta
- Frances the Mute (2005)
- Scabdates (2005)
- Amputechture (2006)
- The Bedlam in Goliath  (2008)
- Octahedron (2009)

### MedOmar Rodriguez-Lopez
- Omar Rodriguez (2005)
- Please Heat This Eventually (2007)
- Se Dice Bisonte, No Bùfalo (2007)
- Omar Rodriguez-Lopez & Lydia Lunch (2007)
- The Apocalypse Inside of an Orange (2007)
- Calibration (Is Pushing Luck and Key Too Far) (2007)
- Minor Cuts and Scrapes in the Bushes Ahead (2008)
- Old Money (2008)
- Megaritual (2009)

### MedZechs Marquise
- 34:26 (2006)
- Our Delicate Stranded Nightmare (2008)